# Rik Smits
Rik Smits (* 23. srpna 1966 Eindhoven) je bývalý nizozemský basketbalista. Byl vysoký 224 cm a hrál na pozici pivota.
Začínal v eindhovenském klubu PSV/Almonte, odkud v roce 1984 odešel do USA hrát za univerzitní tým Marist Red Foxes v Poughkeepsie. S nizozemskou mužskou basketbalovou reprezentací startoval na mistrovství světa v basketbalu mužů 1986 a mistrovství Evropy v basketbalu mužů 1987, kde byl nejlepším střelcem mužstva. Byl vyhlášen nejlepším hráčem Severozápadní konference National Collegiate Athletic Association za sezóny 1986/87 a 1987/88. V roce 1988 byl draftován do National Basketball Association klubem Indiana Pacers. V tomto týmu odehrál dvanáct ligových sezón a dosáhl v nich 12 871 bodů. V roce 1998 byl nominován k NBA All-Star Game. Měl přezdívku Dunking Dutchman (Smečující Holanďan). V roce 2000 postoupil s Indianou do finále NBA. Po této sezóně ze zdravotních důvodů ukončil hráčskou kariéru a začal se věnovat své zálibě ve sbírání historických motocyklů. Účastnil se také motocyklových závodů.
Byl nejlépe placeným nizozemským sportovcem v historii. Objevil se v basketbalové scéně filmu Cesta do Ameriky. Od roku 2017 žije v arizonském Cave Creek. Profesionálním basketbalistou se stal také jeho syn Derrik Smits. 